# Brück-Schlossbusch
Brück-Schlossbusch (bis 2023 Brück-Ausbau) ist ein bewohnter Gemeindeteil der Stadt Brück im Landkreis Potsdam-Mittelmark im Land Brandenburg.

## Geografische Lage
Brück-Schlossbusch liegt rund 2,5 km nordöstlich des Stadtzentrums und grenzt im Norden an den Truppenübungsplatz Lehnin. Östlich liegt der Brücker Ortsteil Neuendorf. Die Wohnbebauung erstreckt sich im Wesentlichen entlang der Bundesstraße 246, die von Südwesten kommend in östlicher Richtung durch den Ort führt. Sie kreuzt die Bahnstrecke Berlin–Blankenheim, die von Nordosten kommend in südwestlicher Richtung durch die Gemarkung führt. Die südlich gelegenen Flächen werden vom Neuendorfer Randgraben entwässert, der wiederum in den Brück-Neuendorfer Kanal fließt.